# Vittatocrites lizleri
Vittatocrites lizleri är en skalbaggsart som beskrevs av Karl Adlbauer 2002. Vittatocrites lizleri ingår i släktet Vittatocrites och familjen långhorningar. Inga underarter finns listade i Catalogue of Life.